# 恩斯多夫 (奥地利)
恩斯多夫（德語：Ennsdorf）是奥地利下奥地利州阿姆施泰滕县的一个市镇。总面积769平方公里，总人口2565人，人口密度3.3人/平方公里（2005年）。